# استپی تیره‌ریش
استپی تیره‌ریش (نام علمی: Stipa atriseta) نام یک گونه از سرده استپی است. سرده استپی در ایران در حدود ۲۰ گونه گیاه گندمی چندساله و یکساله دارد.